# گروه کوارتو
گروه کوارتو شرکتی بین‌المللی در زمینه چاپ و نشر است که دفتر اصلی آن در لندن و نیویورک قرار دارد. این شرکت در سال ۱۹۷۶ بنیان‌گذاری شد و در ۱۹۸۶ در بورس لندن به ثبت رسید.
کوارتو کتاب‌های خود را در بیش از ۴۰ زبان گوناگون منتشر می‌کند و آن‌ها را توسط چهار شرکت زیرمجموعه خود به فروش می‌رساند. پخش محصولات چاپی این شرکت در پادشاهی متحده، ایالات متحده، و کانادا توسط اشت صورت می‌گیرد.